# RBS 70便攜式防空飛彈
RBS 70（瑞典語：Robotsystem 70，直譯：機械人系統 70）是一款由瑞典國防承包商波佛斯防務公司所設計和生產（自2000年開始則是由紳寶波佛斯防務公司生產及持續改進）的全部候區域、幾乎沒有來自其他外力支援的便携式防空导弹系統，它所發射的RB 70導彈也在許多其他的瑞典导弹系統以上使用。

## 發展歷史

### 背景
RBS 70是由波佛斯防務公司研發，以向瑞典防空部隊提供一種低成本、容易使用和有效的短程防空导弹系統。在RBS 70以前的瑞典防空系統的中流砥柱是美國MIM-23「鷹」式导弹系統（RBS 77和RBS 97“瑞典「鷹」式”）、美國FIM-43「紅眼」便携式防空导弹（RBS 69）和瑞典波佛斯m/48防空火炮。而選擇一種短距離、低成本的基座式防空系統的最主要的原因是因為當時的瑞典國防軍學說就是戰爭時流動性和低維護是非常重要的。RBS 70的研製在1967年開始。1976年產生了第一個原型。1977年進行最後的測試。
瑞典國防軍已決定以IRIS-T短程空對空導彈的地面發射型版本取代RBS 70。

### 設計細節

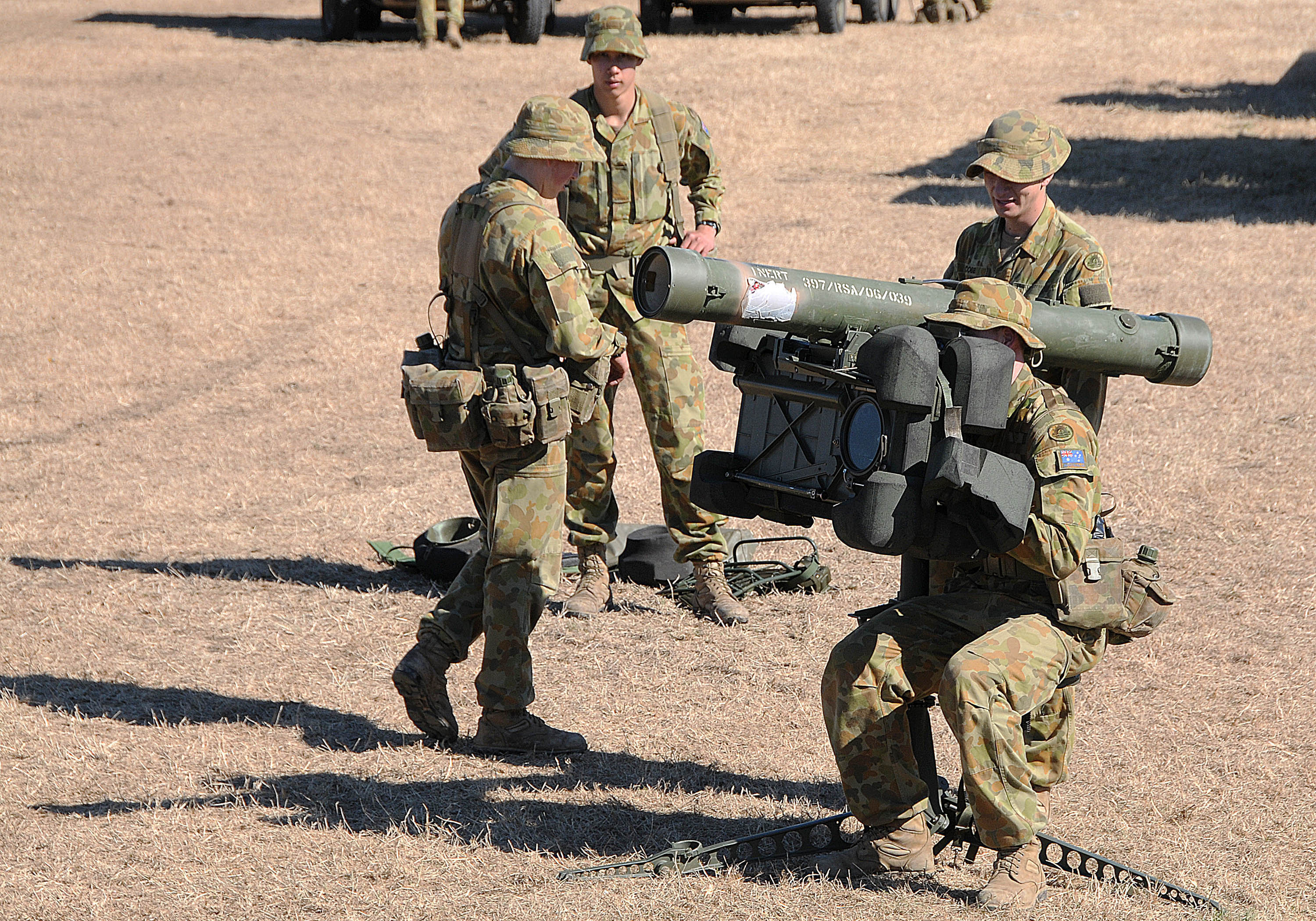
在澳大利亞服役的RBS 70和其操作者，2011年

RBS 70是一種短程防空（英語：Short-range Air Defense，簡稱：SHORAD）激光乘波導引導彈系統。操作員會從當地的SLT（作戰控制終端，大小相當於一台筆記本電腦）收到目標的位置指示。SLT會通過由一個雷達站（PS90，PS70）所發出編碼廣播或其他的一些信息收集來源接收信息。當目標已經由操作員所鎖定了，他／她可以關閉保險，同時間切換至主要激光，並發出敵友識別信號以及儘可能地不會導致誤射發生。操作者需要確保他／她在射擊時能保持一個良好的軌道。在導彈發射以後，會跟隨著從瞄準具發出的激光光束，並不斷調整它的位置以保持在光束中。這投注了很大的壓力在操作員上，這是因為需要具有一個非常穩定的瞄準。如果導彈是攻擊30米範圍內的目標，就具有95％擊殺保證。
噴口設在導彈的上腹部，而激光光束搭載系統則被安裝在尾部，這使它非常不易出現噴口堵塞。
RBS 70已不斷更新和完善，第一代版本（Mk 0）戰鬥有效射程較短和毀傷能力有限，但在以後的版本中卻大有改善。隨後不久推出的Mk 1和Mk 2是戰鬥有效射程5,000—7,000公尺，高度達到3,000—4,000公尺，最大飛行速度1.5—1.8 馬赫的一系列標準型RBS 70。目前，RBS 70在22個客戶國家，在所有大陸和北極、沙漠和熱帶等環境下操作。
2003年，推出了RBS 70的“火流星”的升級系統。火流星導彈是RBS 70 Mk 2型的升級版本，彈速更快（2马赫與1.6馬赫），戰鬥有效射程達到8,000公尺（8,748.91码，26,246.72英尺，4.79英里），而且高度能達到5,000公尺（5,468.07码，16,404.2英尺，3.11英里）。火流星導彈也具有一個新型彈頭，這是锥形装药與預碎外殼，高適應性的近炸引信給它全效對更廣泛的目標，新型的可重新編程的電子給它打擊巡航导弹和無人航空載具的能力。在2005年開始可向客戶交付。

## 升級改良
2011年，紳寶波佛斯動力公司（接手波佛斯防務公司）宣布，推出新型的RBS 70新世代型（RBS 70 NG）。升級後的版本包括具有夜視能力的改進型瞄準系統、改進訓練以及行動後檢討功能。

### 衍生型
- RBS 70（Mark 0）：1977年推出的第一個量產版本。戰鬥有效射程達到5,000公尺，高度達到3,000公尺，最大飛行速度1.5马赫。
- RBS 70（Mark 1）：1990年推出的第二個量產版本。戰鬥有效射程達到6,000公尺，最大飛行速度1.6馬赫。
- RBS 70（Mark 2）：1993年推出的第三個量產版本。通過改進電子設備和更大的近炸引信彈頭。戰鬥有效射程達到7,000公尺，高度達到4,000公尺，最大飛行速度1.8馬赫。
- RBS 90：1991年推出的版本。具有遙控的雙重或三重發射器。由於熱成像儀和PS-91 HARD 3D搜索雷達，這個版本具有夜戰能力。使用的導彈是Mark 1和Mark 2型導彈。
- RBS 70（BOLIDE）：2001年推出的版本。為打擊巡航导弹和無人航空載具而研製，具有改進的電子產品和新型的火流星（BOLIDE）導彈。戰鬥有效射程達到8,000公尺，高度達到5,000公尺，最大飛行速度可達2.0馬赫以上。
- RBS 70NG：2011年推出的版本。具有齊全的夜戰配備，包括一具新型光学瞄准镜、新型熱成像儀和改進的電子設備。使用的導彈是火流星（BOLIDE）導彈。

## 作戰紀錄
1992年11月27日，委內瑞拉陸軍曾在1992年委內瑞拉政變企圖期間，使用RBS-70防空导弹擊墜了叛軍的北美羅克韋爾 OV-10 野馬攻击侦察机。

## 使用國

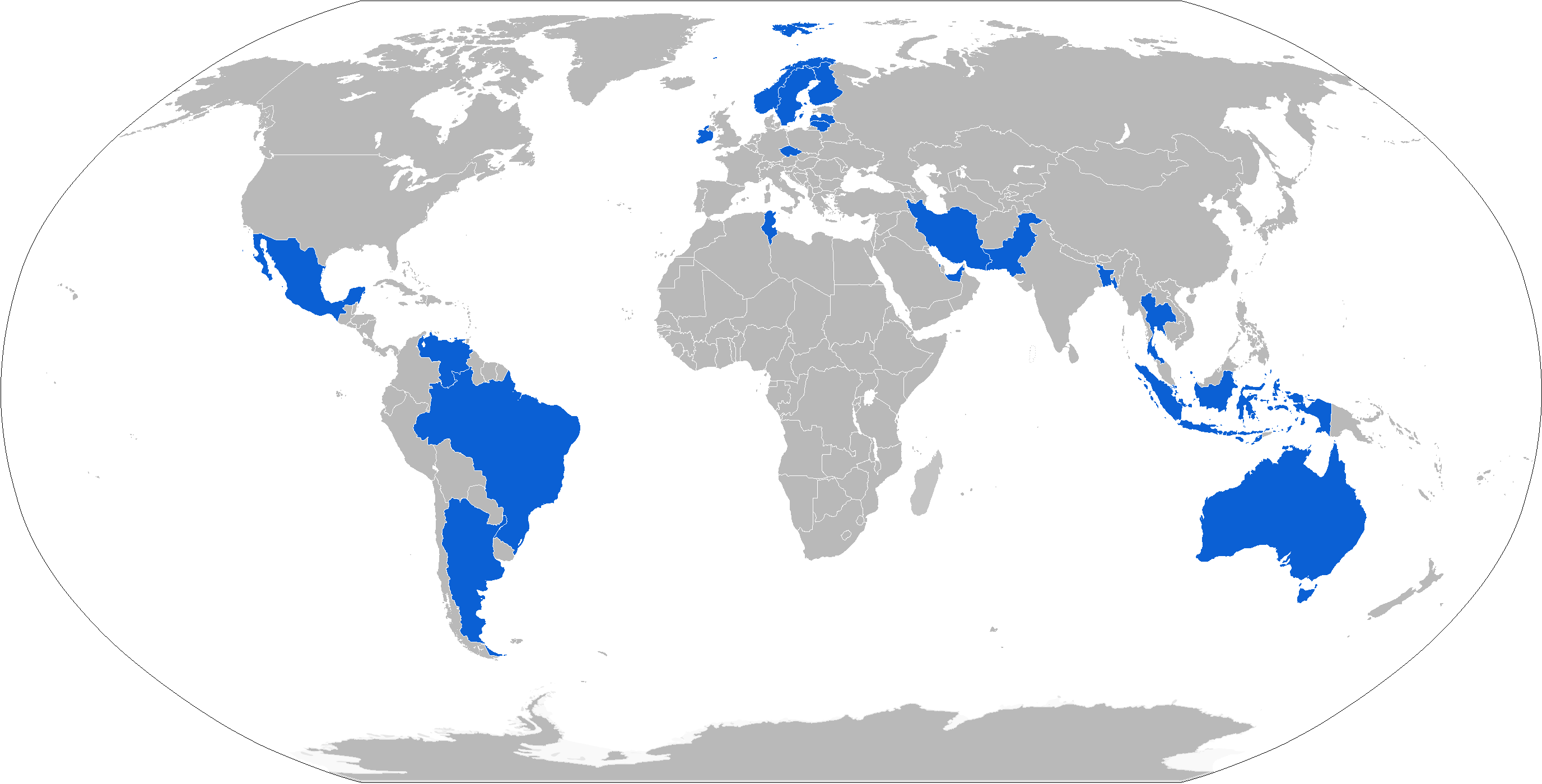
藍色為RBS 70便攜式防空飛彈的使用國。

- 阿根廷：被阿根廷海軍陸戰隊所採用。[4]
- ：被澳大利亚国防军所採用。
- 巴林：被巴林國防軍所採用。
- ：被孟加拉軍隊所採用。
- 巴西：被巴西軍隊所採用。
- 捷克：被捷克軍隊所採用。[5]
- 芬兰：被芬蘭國防軍所採用，命名為ITO2005／ITO2005M。[6]
- 德国：被德國聯邦國防軍所採用，將RBS 70導彈改編為他們的威塞爾2「山貓」（LeFlaSys發射器型）装甲车上的先進短程防空系統-RBS（英語：Advanced Short Range Air Defence System - RBS，簡稱：ASRAD-R）的基礎武器之一。
- 印度尼西亞：被印尼武裝部隊所採用。
- 伊朗：被伊朗軍隊所採用。
- 愛爾蘭：被愛爾蘭國防軍所採用。
- 拉脫維亞：被拉脫維亞武裝部隊所採用。
- 立陶宛：被立陶宛武裝部隊所採用。 [7]
- 墨西哥：被墨西哥軍隊所採用。
- 挪威：被挪威軍隊所採用。
- 巴基斯坦：被巴基斯坦武裝部隊所採用，目前有913 枚服役。[8]
- 新加坡：被新加坡共和国武装部队所採用。
- 瑞典：被瑞典國防軍所採用。
- 泰國：被泰国皇家军队所採用。
- 突尼西亞：被突尼斯武裝部隊所採用。
- 阿联酋：被阿拉伯聯合酋長國武裝部隊所採用。
- 委內瑞拉：被委內瑞拉軍隊所採用。
- 乌克兰

## 流行文化

### 电视剧
- 2007年—《新时代武器》（Future Weapons）：11月15日第3季第1集（播出順序為第20集）“火力”（英語：Firepower）
- 2009年—《一級軍火》（Ultimate Weapons）

### 电子游戏
- 2009年—（ArmA II）：2010年6月29日獨立资料片《武裝行動2：箭頭行動》（ArmA 2: Operation Arrowhead）的追加下载内容《武裝行動2：捷克武裝部隊》（ArmA 2: Army of the Czech Republic），命名為「RBS 70」，黑色塗裝，奇怪地被歸類為反坦克飛彈。

## 外部連結
- （英文）—Official SAAB company page of RBS 70
- （英文）—Bofors RBS 70（页面存档备份，存于） at the Federation of American Scientists (FAS) website
- （英文）—RBS 70 at GlobalSecurity.org（页面存档备份，存于）
- （英文）—RBS 70 at Army-Technology.com（页面存档备份，存于）
- （英文）—weaponsystems.net－RBS-70（页面存档备份，存于）
- （繁體中文）—新華網—獨一無二的瑞典RBS-70便攜式防空導彈係統(組圖)（页面存档备份，存于）

### 视频
- 新时代武器第3季第1集（播出順序為第20集）“火力”（英語：Firepower）的YouTube上的相關視頻
- 一級軍火的YouTube上的相關視頻

## 資料來源
參考文獻
1. ↑  More Air Launched Missiles Go To Ground （页面存档备份，存于） - Strategypage.com, January 26, 2013
2. ↑  . Saab Bofors Dynamics. 2010  [28 September 2011]. （原始内容存档于2013年6月8日）.
3. ↑  . Saab Bofors Dynamics. 2010  [28 September 2011]. （原始内容存档于2011年9月24日）.
4. ↑  The World Defence Almanac 1996-97 page 38 ISSN 0722-3226
5. ↑   (PDF). Stockholm International Peace Research Institute (SIPRI).   [2013-07-13]. （原始内容 (PDF)存档于2006-08-23）.
6. ↑  .   [2013-07-13]. （原始内容存档于2007-09-27）.
7. ↑  . Baltic News Service. November 17, 2004  [2013-07-13]. （原始内容存档于2007-10-13）.
8. ↑  Hussain, Maryam. . Daily Times (Pakistan)所採用。. June 2, 2006  [May 26, 2013]. （原始内容存档于2008-09-26）.

- （简体中文）—《輕兵器》雜誌2014年5月下號：巴西陆军订购瑞典RBS 70型超近程防空导弹系统